# Illes Raevski
Les illes Raevski, Raeffsky, o Raéffski, són un grup de tres atols petits al centre de les Tuamotu, a la Polinèsia Francesa. Administrativament depenen de Katiu, comuna associada a la comuna de Makemo.

## Geografia
Els tres atols són: Hiti, Tepoto Sud i Tuanake.
Formen un grup per ser tres atols molt petits i pròxims. Tepoto és considerat l'atol més petit de les Tuamotu. Al nord hi ha Tuanake; Hiti és a 7 km al sud-est de Tuanake; i Tepoto és a 17 km al sud-oest de tots dos.
Tots tres són deshabitats.

## Història
El nom de Raevki es deu a Fabian von Bellingshausen que el 1820 va arribar a Tepoto, però aviat el nom es va estendre al grup. El 1839, durant l'expedició d'exploració nord-americana del Porpoise el van anomenar Sea Gull Group.